# Capetown (Califórnia)
Capetown (anteriormente, Gas Jet e False Cape) é uma localidade no condado de Humboldt, Califórnia. Ele está localizado no Rio Bear, 3 milhas (5 km) a nordeste de Cabo Mendocino, a uma altitude de 49 pés (15 m).
Os correios Gas Jet operaram de 1868 a 1876. O nome se referia ao gás de escape de um poço de petróleo. A agência postal de False Cape abriu em 1870, mudou o nome para Capetown em 1879 e fechou permanentemente em 1937.
Capetown é o assentamento mais a oeste do estado da Califórnia.